# 東嶺町
東嶺町（日语：／ Higashi-minemachi */?）是東京都大田區的町名，不設「丁目」。2013年8月1日為止的人口有4,887人。郵遞區號為145-0074。

## 地理
位於東京都大田區西北部。北至橫須賀線（品鶴線），接北嶺町。東鄰久原。南鄰南久が原。西至環八通（東京都道311號環狀八號線），接西嶺町。東急池上線通過町內。町域內南端與南久原交界處是久原站商店街，其他多為住宅地。

## 歷史
1970年（昭和45年），久原町、調布嶺町一丁目各一部分合併成立東嶺町。

### 地名由來
位於嶺地區的東部而得名。

## 交通

### 鐵路
北部的東急池上線御嶽山站月台南端在町域內。南部可利用鄰近的久原站。北邊雖然有東海道新幹線與橫須賀線通過，但未設站。

### 道路
- 東京都道311號環狀八號線（環八通）

## 設施
- 大田東嶺町郵便局
- 東嶺町兒童館
- 大田區立東嶺公園
- 東嶺町兒童公園
- 松仙兒童公園
- 御嶽兒童公園
- 東嶺相生兒童公園
- 白山神社

## 備註
1. ↑  .   [2013-08-21]. （原始内容存档于2014-02-18）.